# Evan Mobley
Evan Mobley (San Diego, Kalifornia, 2001. június 18. –) kétszeres utánpótlás-világbajnok amerikai kosárlabdázó, aki jelenleg a National Basketball Associationben (NBA) szereplő Cleveland Cavaliers játékosa. Egyetemen a USC Trojans játékosa volt, majd a Cavaliers választotta harmadik helyen a 2021-es NBA-drafton.
2025-ben az NBA legjobb védekező játékosának választották.

## Fiatalkora és középiskola
Mobley, idősebb testvérével, Isaiah-val együtt nagyon fiatalon kezdtek el kosárlabdázni, apjuk, Eric segítségével, aki maga is profi kosárlabdázó volt. Evan eleinte nem kedvelte a sportot, de nyolcadik osztályban elkezdte jobban érdekelni, mikor már 193 cm volt. Kilencedik osztályban kezdett el játszani a Rancho Christian School csapatában, a kaliforniai Temeculában. Első három évében csapattársak voltak testvérével, aki ötcsillagos játékos volt a 2019-ben végzős osztályban.
Tizenegyedikben 19,2 pontot, 10,4 lepattanót és 4,7 blokkot átlagolt mérkőzésenként. Megválasztották a Kalifornia Gatorade Év játékosának és a The Press-Enterprise Év játékosának is. Végzős évében 20,5 pontja, 12,2 lepattanója, 5,2 blokkja és 4,6 gólpassza volt egy átlagos mérkőzésen, vezetésével a Rancho Christian 22 mérkőzést nyert meg, a lehetséges harmincból. Ismét ő lett a Kalifornia Gatorade Év játékosa, Jrue Holiday mellett az egyetlen játékos, aki többször is elnyerte a díjat. Megválasztották ezek mellett a Morgan Wootten Az év országos játékosának, és helyet kapott a McDonald’s All-American, a Jordan Brand Classic és a Nike Hoop Summit gálák csapataiban, de mindhármat elhalasztották a Covid19-pandémia miatt.

### Utánpótlás értékelése
Mobleyt általánosan ötcsillagos tehetségnek tekintették, a 2020-ban végző osztály legjobb három játékosának egyikének. Egy ponttal volt Cade Cunningham előtt. 2019. augusztus 5-én bejelentette, hogy a USC játékosa lesz és elutasítja az UCLA, a Washington és más nagy NCAA Division I-programok ajánlatát. Ő lett minden idők egyik legmagasabban rangsorolt játékosa, aki csatlakozott az egyetem csapatához.
| Név                                                        | Szülőváros                                                        | Középiskola                  | Magasság       | Súly           | Döntés dátuma      |
| ---------------------------------------------------------- | ----------------------------------------------------------------- | ---------------------------- | -------------- | -------------- | ------------------ |
| Evan Mobley C                                              | Murrieta, CA                                                      | Rancho Christian School (CA) | 7' 0" (2,13 m) | 205 lb (93 kg) | 2019. augusztus 5. |
| Evan Mobley C                                              | Értékelés: Scout: N/A Rivals: 247Sports: ESPN: ESPN-értékelés: 97 |                              |                |                |                    |
| Általános országos rang: Rivals: 4. 247Sports: 3. ESPN: 3. |                                                                   |                              |                |                |                    |

## Egyetemi pályafutása
2020. november 25-én mutatkozott be egyetemi szinten, 21 pontja és 9 lepattanója volt a California Baptist elleni 95–87-es győzelem során. 2021. március 11-én a Pac-12-torn negyeddöntőjében karriercsúcs 26 pontot szerzett, 9 lepattanó és 5 blokk mellett, a Utah elleni hosszabbítás utáni győzelem alatt. A 72–70-re elvesztett elődöntőben a Colorado ellen ismét 26 pontot dobott, 9 lepattanóval és 5 blokkal kiegészítve. Elsőévesként 16,4 pontot, 8,7 lepattanót, 2,8 blokkot és 2,4 gólpasszt átlagolt. Megválasztották a Pac-12 Év játékosának, az év védekező játékosának és az év elsőévesének. Ő lett a második játékos egy nagy főcsoportból, aki meg tudta nyerni mind a három díjat, Anthony Davis (Délkeleti főcsoport, 2012) után. 2021. április 16-án bejelentette, hogy részt vesz a 2021-es NBA-drafton, feladva fennmaradó egyetemi éveit. Sokak a második legjobb játékosnak tartották osztályában, Cade Cunningham után.

## Pályafutása

### Cleveland Cavaliers (2021–napjainkig)
Mobleyt a harmadik helyen választotta a Cleveland Cavaliers a 2021-es NBA-drafton. 2021. augusztus 3-án írta alá szerződését a csapattal. Öt nappal később lépett először pályára a csapat színeiben a nyári ligában, a Houston Rockets ellen. Itt 12 pontja, 5 lepattanója és 3 blokkja volt 28 perc játékidő alatt. Október 20-án debütált az NBA-ben, 17 ponttal, 9 lepattanóval és hat gólpasszal, a Memphis Grizzlies elleni 132–121 arányú vereség alkalmával. November 15-én megsérült jobb könyöke a Boston Celtics elleni 98–92-es vereség során. Az októberben és novemberben játszott mérkőzéseken a hónap újoncának választották. December 8-án ő lett a Cavaliers első újonca LeBron James óta, aki ezt 2004 márciusában érte el, akinek öt blokkja volt egy mérkőzésen.

## Válogatottban
Mobley tagja volt a 2018-as U17-es világbajnokságon résztvevő amerikai válogatottnak. Hét mérkőzésen 9,3 pontot, 5,6 lepattanót és 2,6 gólpasszt átlagolt, segítségével csapata aranyérmes lett. Mobley ezek mellett elutazott Görögországba is a válogatottal, a 2019-es U19-es világbajnokságra is, bár egy sérülés miatt mindössze hét percet játszott a tornán. Ennek ellenére csapata első helyezett lett.

## Statisztikák

### Egyetem
| Év      | Csapat      | JM  | KM  | JP/M | MG%  | 3P%  | BD%  | LP/M | GP/M | L/M | B/M | P/M  |
| ------- | ----------- | --- | --- | ---- | ---- | ---- | ---- | ---- | ---- | --- | --- | ---- |
| 2020–21 | USC Trojans | 33* | 33* | 33,9 | .578 | .300 | .694 | 8,7  | 2,4  | 0,8 | 2,9 | 16,0 |

### NBA

#### Alapszakasz
| Év        | Csapat              | JM  | KM  | JP/M | MG%  | 3P%  | BD%  | LP/M | GP/M | L/M | B/M | P/M  |
| --------- | ------------------- | --- | --- | ---- | ---- | ---- | ---- | ---- | ---- | --- | --- | ---- |
| 2021–2022 | Cleveland Cavaliers | 69  | 69  | 33,8 | .508 | .250 | .663 | 8,3  | 2,5  | 0,8 | 1,7 | 15,0 |
| 2022–2023 | Cleveland Cavaliers | 79  | 79  | 34,4 | .555 | .216 | .674 | 9,1  | 2,9  | 0,8 | 1,5 | 16,3 |
| 2023–2024 | Cleveland Cavaliers | 50  | 50  | 30,6 | .580 | .373 | .719 | 9,4  | 3,2  | 0,9 | 1,4 | 15,7 |
| 2024–2025 | Cleveland Cavaliers | 71  | 71  | 30,5 | .557 | .370 | .725 | 9,3  | 3,2  | 0,9 | 1,6 | 18,5 |
| Karrier   | Karrier             | 269 | 269 | 32,5 | .548 | .315 | .694 | 9,0  | 2,9  | 0,8 | 1,6 | 16,4 |
| All Star  | All Star            | 1   | 0   | 8,0  | .750 | .000 | —    | 0,0  | 1,0  | 0,0 | 0,0 | 6,0  |

#### Play-in
| Év      | Csapat              | JM | KM | JP/M | MG%  | 3P%  | BD%  | LP/M | GP/M | L/M | B/M | P/M  |
| ------- | ------------------- | -- | -- | ---- | ---- | ---- | ---- | ---- | ---- | --- | --- | ---- |
| 2022    | Cleveland Cavaliers | 2  | 2  | 36,3 | .600 | .333 | .750 | 7,5  | 3,5  | 0,0 | 2,0 | 18,5 |
| Karrier | Karrier             | 2  | 2  | 36,3 | .600 | .333 | .750 | 7,5  | 3,5  | 0,0 | 2,0 | 18,5 |

#### Rájátszás
| Év      | Csapat              | JM | KM | JP/M | MG%  | 3P%  | BD%  | LP/M | GP/M | L/M | B/M | P/M  |
| ------- | ------------------- | -- | -- | ---- | ---- | ---- | ---- | ---- | ---- | --- | --- | ---- |
| 2023    | Cleveland Cavaliers | 5  | 5  | 37,5 | .458 | .000 | .625 | 10,0 | 2,0  | 0,6 | 1,2 | 9,8  |
| 2024    | Cleveland Cavaliers | 12 | 12 | 35,2 | .555 | .278 | .694 | 9,3  | 2,3  | 0,8 | 2,2 | 16,0 |
| 2025    | Cleveland Cavaliers | 8  | 8  | 32,1 | .586 | .452 | .840 | 8,1  | 1,6  | 1,1 | 1,0 | 17,1 |
| Karrier | Karrier             | 25 | 25 | 34,6 | .548 | .380 | .739 | 9,0  | 2,0  | 0,9 | 1,6 | 15,1 |

## Magánélet
Mobley apja, Eric a Cal Poly Pomona és a Portland csapatában játszott egyetemen kosárlabdát, illetve profi szinten Kínában, Indonéziában, Mexikóban és Portugáliában. Később 11 évig különböző AAU csapatok edzője volt. 2018-ban a USC felvette asszisztens kosárlabdaedzőnek. Idősebb testvére, Isaiah szintén a USC játékosa. 2021-ben együtt terveztek az NBA-draftra menni, de Isaiah visszalépett. Anyja, Nicol, általános iskolai tanár. Három fogadott testvérrel nőtt fel, akik közül az egyik, Johnny egy kínai cserediák volt.